# Músculo zigomático maior
O músculo zigomático maior é um músculo da boca. Se estende do osso zigomático até o ângulo da boca. Na contração, puxa o ângulo da boca súpero-lateralmente, dando a expressão facial de alegria, sorriso.